# حاشورة
فطر الحاشورة أو إنتوموفثورا (الاسم العلمي: Entomophthora)، هو جنس من الفطريات يتبع فصيلة الحاشورية من رتبة الحاشوريات. أنواع هذا الفطر تتطفل على الحشرات.